# Buss- und Bettag
Buss- und Bettag (Buß- und Bettag; svenska: bot- och bönedagen) är en märkesdag i den tyska luthersk-evangeliska kyrkan. Dagen infaller på onsdagen mellan 16 och 22 november, elva dagar före första söndagen i advent.
Den har varit helgdag i hela Tyskland till 1995 (och i Östtyskland till 1966). I dag är den endast helgdag i Sachsen, men skolfri dag i Bayern.